# Saint-Marcel (Indre)
Saint-Marcel település Franciaországban, Indre megyében. Lakosainak száma 1510 fő (2022. január 1.). Saint-Marcel Argenton-sur-Creuse, Le Pêchereau, Le Pont-Chrétien-Chabenet, Tendu és Thenay községekkel határos.

## Népesség
A település népessége az elmúlt években az alábbi módon változott:
| Lakosok száma | 1668 | 1683 | 1687 | 1647 | 1589 | 1583 | 1585 | 1506 | 1505 | 1510 |
|               | 1968 | 1982 | 1990 | 2006 | 2013 | 2015 | 2017 | 2019 | 2020 | 2022 |